# Mia Hansen-Løve
Mia Hansen-Løve (Parijs, 5 februari 1981) is een Franse filmregisseuse en filmcriticus.

## Biografie
Mia Hansen-Løve werd geboren in het 5e arrondissement van Parijs als dochter van Laurence en Ole Hansen-Løve, twee professoren filosofie. Ze kreeg in 1998 een eerste rol als actrice in de film Fin août, début septembre van Olivier Assayas. Van 2001 tot 2003 ging ze naar het conservatoire d'art dramatique in het 10e arrondissement van Parijs. Van 2003 tot 2005 was ze filmcriticus voor het Frans filmtijdschrift Cahiers du cinéma en regisseerde ondertussen enkele kortfilms. Haar eerste speelfilm als regisseur, Tout est pardonné werd vertoond in de sectie Quinzaine des réalisateurs op het filmfestival van Cannes in 2007, behaalde de Prix Louis-Delluc en werd genomineerd voor de César meilleur premier film 2008. Haar tweede langspeelfilm behaalde de Un certain regard - Special Jury Prize op het festival van Cannes 2009. Op het festival van Cannes 2013 was ze voorzitter van de jury van de prijs Découverte du court-métrage et Révélation France 4 van de Semaine de la critique.
Mia Hansen-Løve heeft een relatie met de Franse regisseur Olivier Assayas, met wie ze sinds 2009 een dochter heeft.

## Filmografie

### Als actrice
- Fin août, début septembre (1998)
- Les Destinées sentimentales (2000)

### Als regisseur
- Après mûre réflexion (kortfilm, 2003)
- Offre Spéciale (kortfilm, 2005)
- Tout est pardonné (2007)
- Le Père de mes enfants (2009)
- Un amour de jeunesse (2011)
- Eden (2014)
- L'Avenir (2016)
- Maya (2018)
- Bergman Island (2021)
- Un beau matin (2022)